# Petyon-Vil (kommun i Haiti)
Petyon-Vil (franska: Pétion-Ville) är en kommun i Haiti.   Den ligger i departementet Ouest, i den södra delen av landet, 9 km sydost om huvudstaden Port-au-Prince.